# Vermectias nelladanae
Vermectias nelladanae is een pissebed uit de familie Vermectiadidae. De wetenschappelijke naam van de soort is voor het eerst geldig gepubliceerd in 1992 door Just & Gary C.B. Poore.